# 山内一俊
山内 一俊（やまうち かつとし）は、江戸時代前期の旗本。武蔵国指扇山内家（新橋山内家）3代当主。

## 略歴
慶安2年（1649年）、山内一唯の次男として誕生した。
寛文4年（1664年）に兄の一輝が26歳で病没したが、嗣子が無かったため実弟の一俊が家督を継ぎ、寄合に列した。しかし、一俊も延宝3年（1675年）に27歳で没した。
子の豊房が若年で相続したが、本家の土佐藩4代藩主山内豊昌に嗣子が無かったため、元禄元年（1688年）に豊房が養子となった。この際、指扇領は幕府に返上しており、旗本山内家は廃絶となった。元禄13年（1700年）、豊昌の死去により跡を継いで土佐藩5代藩主となった。また、豊房の弟の豊隆ものちに土佐藩6代藩主となっている。